# Морской бой при Латакии
Морской бой при Латакии (ивр. קרב לטקיה‎, араб. معركة اللاذقية‎) — эпизод Войны судного дня, бой между израильскими и сирийскими ВМС на Средиземном море в районе сирийского порта Латакия, состоявшееся 6 — 7 октября 1973 года. Результат — победа израильских ВМС и уничтожение пяти сирийских судов без потерь со стороны израильтян.
Командир соединения ВМФ АОИ — Михаэль («Йоми») Баркаи, награждённый за этот бой (и за морской бой при Дамиетте) медалью «Итур Мофет».
Некоторые журналисты и писатели называют этот бой сражением и даже битвой.

## Описание событий
6 октября, сразу после нападения арабской коалиции на Израиль, израильским командованием было принято решение уничтожить находящиеся в порту Латакия корабли. Планировалось подойти к Латакии со стороны Кипра, выманить корабли противника в открытое море и потопить их. В крайнем случае, атаковать их прямо в акватории порта.
В 17:00 вышли в море две колонны кораблей в составе ракетных катеров «Мезанек», «Гааш», «Ханит», «Мивтах» и «Решеф». Вооружение каждого катера состояло из 6 — 8 ПКР Gabriel и артустановки калибра 76 мм.
В 22:28 эскадра обнаружила неопознанный контакт в 35 морских милях от порта и дала по нему предупредительный выстрел. В ответ, с борта маломерного судна был открыт пулемётный огонь по израильтянам. После этого, командир катера «Решеф», капитан ІІІ ранга Миха Рам, приказал открыть беглый артиллерийский огонь по вражескому судну, одновременно стараясь перекрыть путь отхода для сирийцев. В результате попадания, сирийский катер вышел из строя, и эскадра, направив к нему катер «Ханит», увеличила скорость и направилась прямо к порту, отказавшись от обходного манёвра — к этому моменту сирийцы уже знали о нападении израильских катеров и готовились к его отражению — три ракетных катера готовились встретить израильтян.
Через некоторое время израильтяне обнаружили сирийский тральщик «Ярмук», уходивший под прикрытие береговых батарей. Израильтяне выпустили по нему три ракеты, из которых две попали в цель. Во время обстрела радар катера «Решеф» засёк три новых контакта, которые открыли по израильтянам огонь, выпустив несколько ракет П-15 «Термит». Израильтяне использовали для противодействия ракетам противника электронную систему подавления, которые вызвали на радарах сирийских катеров и ракет настоящий хаос. Все ракеты разорвались за кормой израильских катеров.
Пока катер «Решеф» выходил на эффективную дистанцию для пуска ракет, система запуска вышла из строя. Получив сообщение о поломке на «Решеф», командир эскадры Баркаи приказал катерам «Решеф» и «Мивтах» отвернуть влево, а его «Мезанек» и «Гааш» пересекли курс «Решеф» и начали обходить сирийское соединение справа. Между катерами состоялась ракетная дуэль, в результате которой два сирийских катера были полностью уничтожены, один был «выброшен» на берег южнее Латакии своим экипажем и расстрелян с моря катером «Мезанек».
Тем временем «Ханит» окончательно расстрелял тральщик «Ярмук» и потопил его. После этого Баркаи принял решение прекратить атаку и повёл эскадру на базу.